# Angelphytum goyazense
Angelphytum goyazense là một loài thực vật có hoa trong họ Cúc. Loài này được (Gardner) H.Rob. & W.L.Wagner mô tả khoa học đầu tiên năm 2002.